# بريت وينسلو
بريت وينسلو (بالإنجليزية: Brett Winslow)‏ (8 سبتمبر 1967 - ) هو لاعب كرة طائرة الولايات المتحدة. شارك في الألعاب الأولمبية الصيفية 1996.

## وصلات خارجية
- بريت وينسلو على موقع أوليمبيديا (الإنجليزية)